# Thierry Luterbacher
 (juillet 2013).
Si vous disposez d'ouvrages ou d'articles de référence ou si vous connaissez des sites web de qualité traitant du thème abordé ici, merci de compléter l'article en donnant les références utiles à sa vérifiabilité et en les liant à la section « Notes et références ».
 (juillet 2013).
Thierry Luterbacher, né le 29 juin 1950, à Péry-Reuchenette, est un journaliste, réalisateur et écrivain de nationalité suisse et française.

## Parcours
Dès 1967, il prend la route et voyage en Israël, en Hongrie et en Espagne. De 1969 à 1972, il suit les cours de l'École des Beaux-Arts de Bâle. Il quitte la Suisse pour l'Afghanistan en 1972, à son retour il part à Paris. En 1973, il reprend la route pour l'Amérique du Sud et traverse le Pérou, l'Équateur et la Colombie, puis il voyage jusqu'en Suède, au Maroc et aux États-Unis. De 1975 à 1977, il entre dans la classe d'Antoine Vitez au Conservatoire d'art dramatique de Paris. De 1981 à 1982, il séjourne à New York. En 2002, il reçoit le Prix BZ du journalisme local. De 2005 à 2006, il est expert du collège Cinéma auprès de l’Office fédéral de la culture.

## Vie privée
Père de trois enfants, Thierry Luterbacher vit à Bienne, en Suisse romande.